# أبل
شركة أبل (بالإنجليزية: Apple Inc.‎) أو أبل (Apple) هي شركة تقنية أمريكية متعددة الجنسيات متخصصة في الإلكترونيات الاستهلاكية، البرامج والخدمات عبر الإنترنت ومقرها في كوبرتينو، كاليفورنيا، الولايات المتحدة. تعد أبل أكبر شركة لتكنولوجيا المعلومات من حيث الإيرادات (بإجمالي 365٫8 مليار دولار أمريكي في عام 2021) واعتبارًا من مايو 2022، أصبحت ثاني أكبر شركة في العالم من حيث القيمة، رابع أكبر بائع لأجهزة الكمبيوتر الشخصية من حيث مبيعات الوحدات وثاني أكبر شركة الشركة المصنعة للهاتف المحمول. إنها واحدة من أكبر خمس شركات تكنولوجيا المعلومات الأمريكية، إلى جانب ألفابت، أمازون، ميتا، ومايكروسوفت.
تأسست شركة أبل باسم آبل كومبيوتر كومباني (Apple Computer Company) في 1 أبريل 1976 على يد ستيف جوبز، ستيف وزنياك ورونالد واين لتطوير وبيع أجهزة كمبيوتر وزنياك أبل 1 الشخصية. تم تشكيلها من قبل جوبز ووزنياك باسم شركة آبل كومبيوتر (Apple Computer, Inc.‎). في عام 1977 والكمبيوتر التالي للشركة، أصبح أبل 2 من أكثر الحواسيب مبيعًا. تم طرح شركة أبل للاكتتاب العام في عام 1980، وحققت نجاحًا ماليًا فوريًا. طورت الشركة أجهزة كمبيوتر تتميز بواجهات مستخدم رسومية مبتكرة، بما في ذلك ماكنتوش الأصلي، الذي تم الإعلان عنه في إعلان لاقى استحسان النقاد، «1984»، من إخراج ريدلي سكوت. بحلول عام 1985، تسببت التكلفة المرتفعة لمنتجاتها والصراعات على السلطة بين المديرين التنفيذيين في حدوث مشكلات. تراجع وزنياك عن شركة أبل وديًا، بينما استقال جوبز لتأسيس شركة نِكست، واصطحب معه بعض موظفي شركة أبل.
مع توسع وتطور سوق أجهزة الكمبيوتر الشخصية خلال التسعينيات، خسرت شركة أبل حصة كبيرة في السوق بسبب الاحتكار الثنائي الأقل سعراً لنظام التشغيل مايكروسوفت ويندوز على أجهزة الكمبيوتر المستنسخة التي تعمل بتقنية إنتل (المعروفة أيضًا باسم «وينتل»). في عام 1997، بعد أسابيع من الإفلاس، اشترت الشركة شركة نِكست (NeXT) لحل إستراتيجية نظام التشغيل غير الناجحة لشركة أبل وإغراء جوبز بالعودة إلى الشركة. على مدار العقد التالي، وجه جوبز شركة أبل إلى الربحية من خلال عدد من التكتيكات بما في ذلك تقديم آي ماك، آي بود، آيفون وآي باد لإشادة النقاد، وإطلاق حملات إعلانية لا تُنسى، وفتح سلسلة متاجر أبل ستور، والاستحواذ على العديد من الشركات لتوسيع نطاق الشركة. محفظة المنتج. عندما استقال جوبز في عام 2011 لأسباب صحية، وتوفي بعد شهرين، خلفه تيم كوك في منصب الرئيس التنفيذي.
أصبحت شركة أبل أول شركة أمريكية يتم طرحها للتداول العام بقيمة تزيد عن 1 تريليون دولار في أغسطس 2018، ثم 2 تريليون دولار في أغسطس 2020، وآخرها 3 تريليون دولار في يناير 2022. تتلقى الشركة أحيانًا انتقادات بشأن ممارسات العمل لمقاوليها، وممارساتها البيئية، وأخلاقيات عملها، بما في ذلك الممارسات المناهضة للمنافسة وتوريد المواد. ومع ذلك، تتمتع الشركة بمستوى عالٍ من الولاء للعلامة التجارية، وهي مصنفة كواحدة من أكثر العلامات التجارية قيمة في العالم.

## تاريخ

### 1976–1980: السنوات الأولى

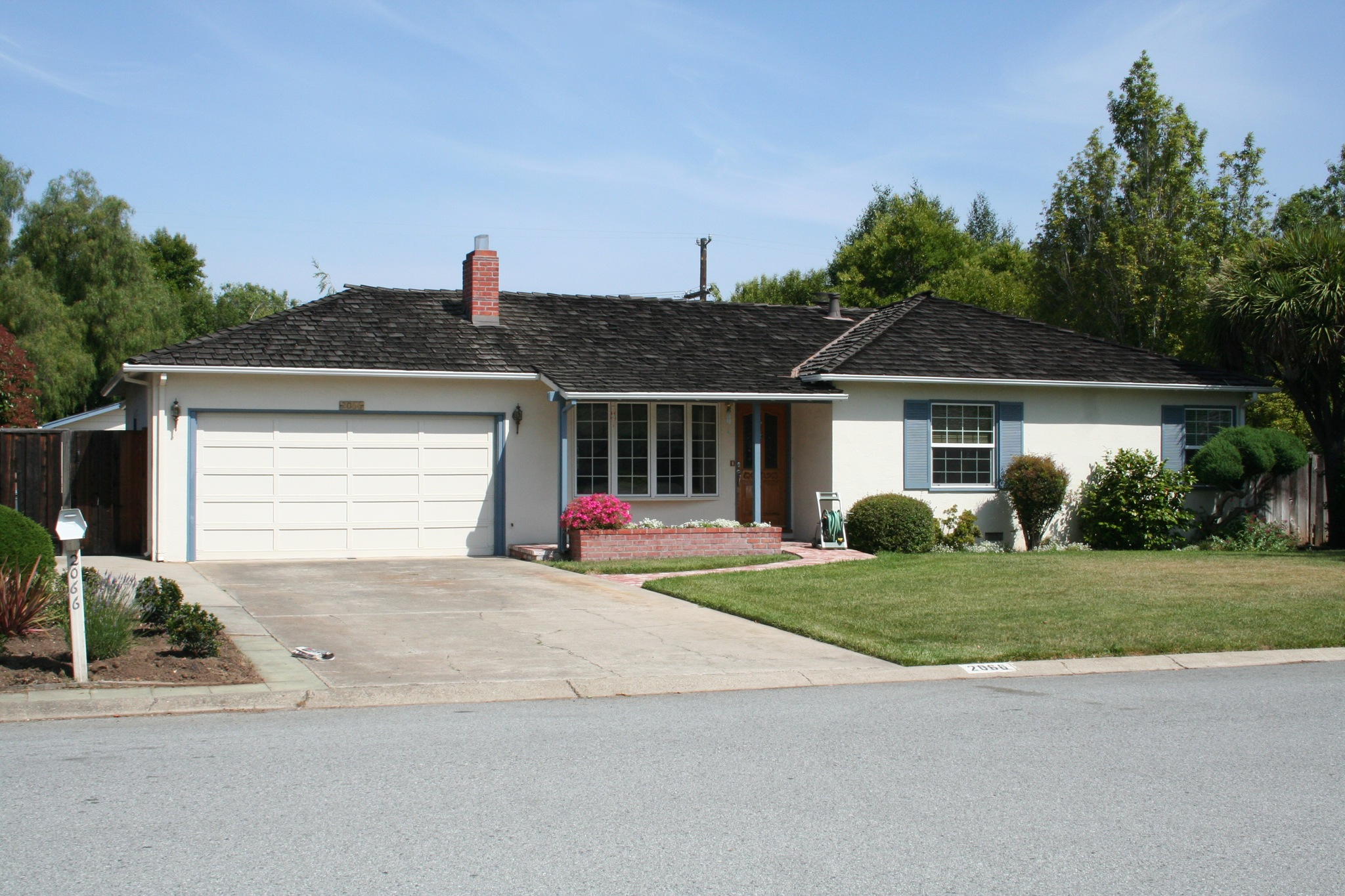
في عام 1976، شارك ستيف جوبز في تأسيس شركة أبل في منزل والديه في كريست درايف في لوس ألتوس، كاليفورنيا. على الرغم من الاعتقاد السائد بأن الشركة تأسست في مرآب المنزل، فقد وصفها المؤسس المشارك لشركة آبل ستيف وزنياك بأنها «أسطورة قليلاً». ومع ذلك، قام جوبز ووزنياك بنقل بعض العمليات إلى المرآب عندما أصبحت غرفة النوم مزدحمة للغاية.

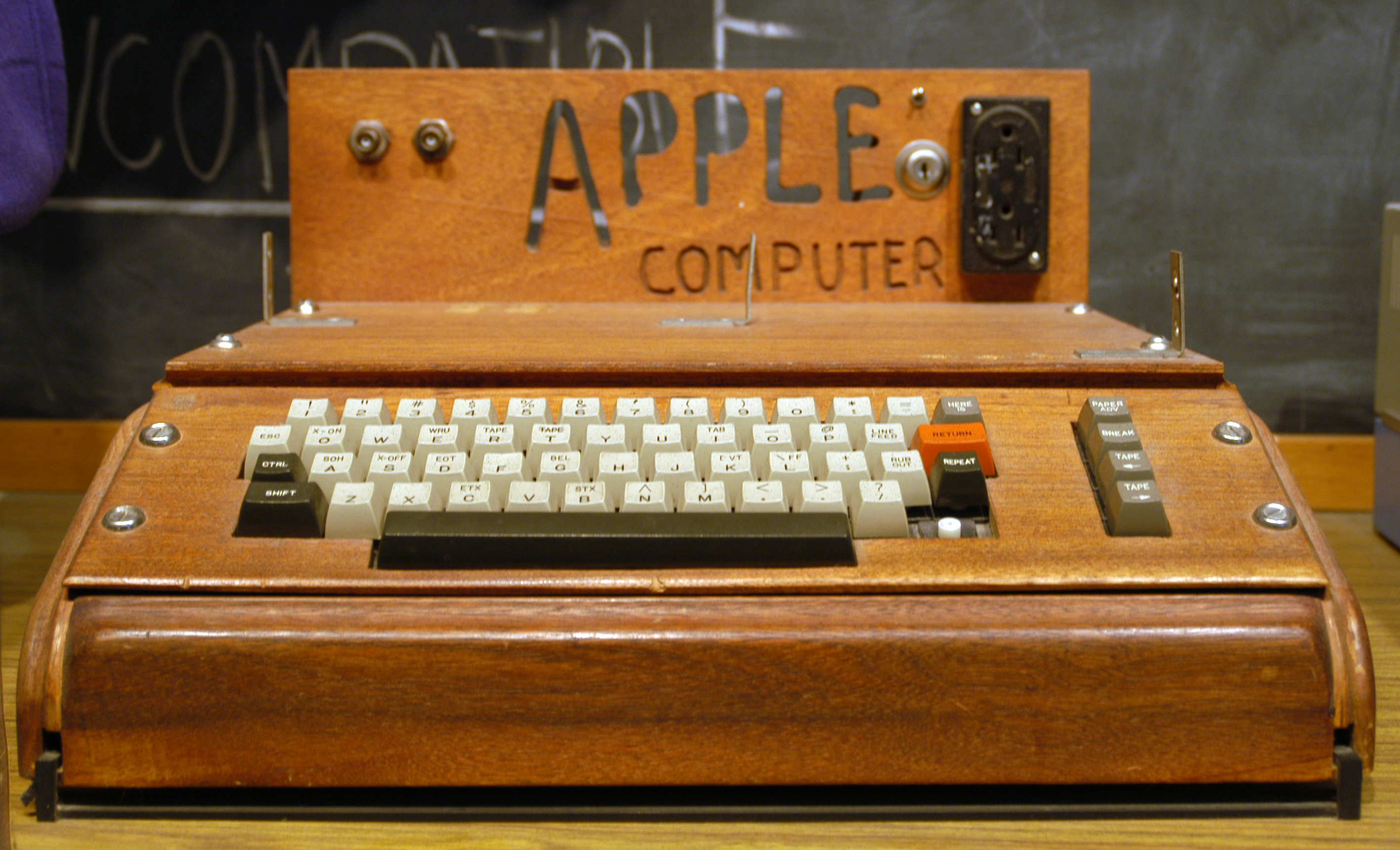
حاسوب أبل-1، أول منتج لشركة أبل. بيع هذا الجهاز كلوحة تجميع دارات، وافتقر إلى سماتٍ أساسية مثل لوحة المفاتيح، والشاشة. صاحب هذه الوحدة أضاف إليها لوحة مفاتيح وإطارا خشبيا.

تأسست شركة أبـل في الأول من نيسان، عام 1976، على يد «ستيف جوبز» و«ستيف وزنياك» و«رونالد واين»، لبيع الحواسيب الشخصية المسماة «أبل-1».كانت هذه الحواسيب مصنوعةً بــيد وزنياك، وعُرضت للجمهور أول مرة في نادي «هومبرو» للحواسيب. وكانت هذه الحواسيب تباع كـلوحةٍ أم (Motherboard): بوحدة معالجة مركزية (CPU) وذاكرةً للوصول العشوائي (RAM) ورقائق الفيديو- النصي الأساسية، وهذه الأجزاء بالطبع أقل مما نعتبره حاسبا شخصيا في يومنا الحاضر. بدأ بيع حواسيب أبل-1 في يوليو 1976، وكان سعر السوق للواحد من هذه الأجهزة 666.66 دولارا أمريكيا. (أي حوالي 2.5 ألف دولاراً بالقيم الحديثة).
تم إدراجُ الشركةِ لتصبحَ «شركة أبل المحدودة» في الثالث من يناير 1977، وتم ذلك بدون «رونالد وين»، الذي باع حصته في الشركة لستيف جوبز وستيف وزنياك مقابل ثمانمئة دولار أمريكي. وقدم المليونير «مايك ماركولا» الخبرة التجارية المطلوبة والتمويل اللازم المقدر بمئتين وخمسين ألف دولار أمريكي، خلال عملية إدراج الشركة.
تم عرض حاسوب «أبل-2» في السادس عشر من أبريل لعام 1977، في مهرجان ويست كوست للحواسيب. وكان جهاز أبل-2 مختلفا عن الجهازين المنافسين «تي. آر. إس. 80» (TRS-80) و«كومودور بي. إي. تي» (Commodore PET)، لأن جهاز أبل-2 كان يملك رسومات الجرافيك الملونة والتصميم المفتوح. وفي حين استخدمت النماذج المبكرة شرائطَ كاسيت عادية كوسائل تخزينية، تغلبت أبل-2 على ذلك من خلال واجهة قرصها المرن الذي وصل حجمه إلى 5.25 بوصة، والمسمى ديسك-2.
تم استخدامُ جهاز أبل-2 كمنصة سطح مكتب لأول «برنامج قاتل» في عالم الأعمال: برنامج الجداول «فيزيكالك» (VisiCalc). خلق هذا البرنامجُ سوقا تجاريا لجهاز أبل-2، وأعطى المستخدمين في المنازل سببا إضافيا لشراء جهاز أبل-2، للتوافق مع العمل المكتبي. ووفقا لبرايان باجنال، فإن شركة أبل بالغت في أرقام مبيعاتها وكانت في المركز الثالث البعيد خلف أجهزة «كومودور» و«تاندي»، حتى جاء برنامج «فيزيكالك».
بحلول نهاية السبعينيات، كانت شركة أبل تمتلك فريقا من مصممي الحاسوب وخطاً للإنتاج. تبع جهاز «أبل-3» سليفه «أبل-2» في مايو 1980، وذلك ضمن منافسة شركة أبل مع شركات «آي. بي. إم» و«مايكروسوفت» في سوق الحواسيب التجارية وحواسيب الشركات.
قام ستيف جوبز وعددٌ من موظفي أبل (و منهم جيف راسكين) بزيارة «زيروكس بارك» (Xerox PARC) في ديسمبر 1979 لرؤية جهاز «زيروكس ألتو»، إذ منحت شركة زيروكس مهندسي شركة أبل ثلاثة أيام للدخول إلى مرافق «زيروكس بارك»، مقابل تملك شركة زيروكس أسهما في شركة أبل (قبل عرض الشراء العام) بقيمة مليون دولار. اقتنع جوبز في نهاية هذه الزيارة أن كل الحواسيب المستقبلية ستستخدم نظام «جُوُي» (واجهةً جرافيكيةً مُستخدِمِية)، ولذا بدأت شركة أبل في تصنيع هذه الواجهة لجهاز «أبل-ليزا».
في ديسمبر 1980، أطلقت أبل عرض أسهمها للشراء العام من قبل العامة.[بحاجة لمصدر] وعندما حدث ذلك، حققت أبل رأس مال ٍ أكبر من أي اكتتاب منذ شركة فورد في عام 1956، مما خلق حوالي ثلاثمئة مليونير على الفور، وهو أكثر من أي اكتتاب في التاريخ. قام العديد من أصحاب رؤوس الأموال بسحب أموالهم، وجنوا بذلك مليارات من مكاسب رأس المال طويلة الأجل. [بحاجة لمصدر]

### 1981–1985: جهاز «أبل-ليزا» وجهاز الماكنتوش
بدأ ستيف جوبز في العمل على جهاز «أبل-ليزا» في 1978، ولكنه أُخرج من فريق ليزا في عام 1982 بسبب الخلافات الداخلية، وسيطر بدلا من ذلك على مشروع «جيف راسكين» للحواسيب قليلة التكلفة «ماكنتوش». فاندلعت حربٌ بين «قمصان الشركات» العاملين على مشروع ليزا، و«قراصنة جوبز» العاملين على مشروع ماكنتوش، حول المنتج الذي سيصل إلى السوق أولا لينقذ شركة أبل. فاز جهاز ليزا بالسباق في عام 1983، وأصبح أول حاسوب شخصي يباع للعامة بواجهة جرافيكية مُستخدِمية «جُوُي»، ولكن المشروع فشل تجاريا، نظرا لارتفاع التكلفة ومحدودية البرامج المتاحة.

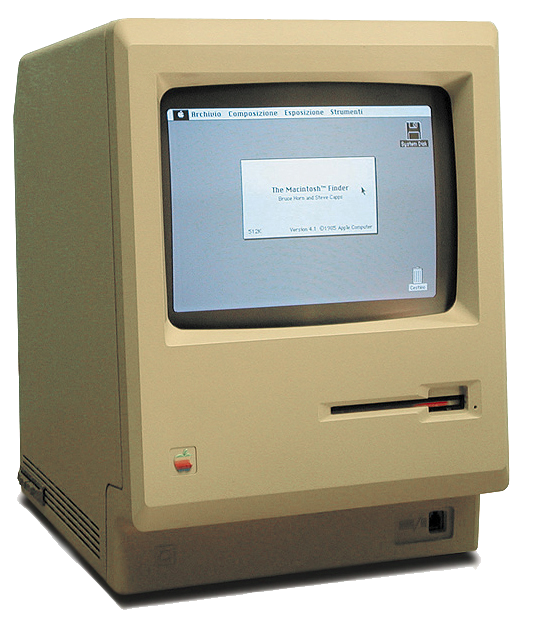
أول ماكنتوش، وهو المعروف أيضا بماكنتوش 128K.

في عام 1984، أطلقت شركة أبل حاسوب الماكنتوش، وكان ذلك من خلال الإعلان الشهير "1984"، والذي كان بقيمة 1.5 مليون. كان الإعلان من إخراج ريدلي سكوت، وأذيع خلال الربع الثالث من مباريات دورة السوبربول الثامنة عشر، في الثاني عشرين من يناير، 1984، وهو الإعلان الذي يعتبر الآن حدثا فاصلا في نجاح شركة أبل، و«عملا رائعا».
بدأت مبيعات الماكنتوش بشكل جيد، لكـِّـن المبيعات التالية لم تكن قوية. وكان هذا بسبب غلاء سعر الجهاز، ومحدودية البرامج المتاحة. لكن الأمر تغير بطرح طابعة «ليزر-رايتار» (Laser-writer)، والتي كانت أول طابعة ليزر «بوستسكريبت» (PostScript) تباع بسعر معقول، وطرح برنامج «بيدج-ميكير» (PageMaker)، وكان برنامجا مبكرا من برامج النشر المكتبي. كان جهاز «الماك» قويا جدا في هذا السوق بسبب تقدمية قدراته الرسومية (الجرافيكية)، والتي كانت مصنوعةً فيه ابتداءً لإنشاء واجهة ماكنتوش الجرافيكية المستخدمة البديهية. اعتبر أن مُرَكَبَ هذه المنتجات الثلاثة كان السبب وراء خلق سوق النشر المكتبي.
في عام 1985، بدأ صراع على السلطة بين ستيف جوبز والرئيس التنفيذي جون سكالي، والذي كان مر على توظيفه عامان. انحاز مجلس إدارة شركة أبل إلى سكالي، وتمت إقالة جوبز من مهامه الإدارية. استقال جوبز من شركة أبل وأسس شركة نيكيست المحدودة (NeXT Inc) في العام نفسه.
يعود نمو أبل المستمر في بدايات الثمانينات إلى ريادتها في قطاع التعليم، والذي كان بسبب استخدامها للغة البرمجة «لوجو» (LOGO) التي أنتجتها شركة «أنظمة حاسوب لوجو المحدودة» في منصة حاسوب «أبل-2».فوفر نجاح أبل ولوجو قطاعا عريضا من المستخدمين المتفانين في جميع أنحاء العالم. وكانت الدفعة إلى قطاع التعليم في كاليفورنيا بسبب اتفاقٍ تم عقده بين ستيف جوبز وجين بارو من شركة لوجو، للتبرع بحاسوب أبل واحد وحزمة برامج أبل-لوجو لكل مدرسة عامة في الولاية. فقعَّد هذا الاتفاق (والذي تمت إعادته لولاية تكساس في النهاية) وجودا قويا ومنتشرا لشركة أبل في جميع المدارس في جميع أنحاء ولاية كاليفورنيا، والذي أشعل اقتناء حاسوب أبل-2 في المدارس في جميع أنحاء البلاد. وكان هذا الفتح في قطاع التعليم حاسماً لقبول أبل في المنازل، لمساندة الآباء استمرار تجربة تعلم الأبناء بعد المدرسة.

### 1986–1993: صعود وهبوط

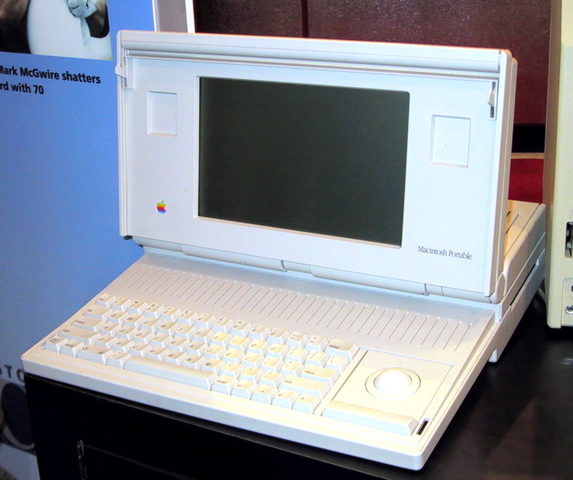
كان حاسوب الماكنتوش المحمول أول حاسوب ماكنتوش محمول لشركة أبل، وطرح في عام 1989.

تعلمت أبل العديد من الدروس المؤلمة بعد طرح جهاز الماكنتوش المحمول الضخم في عام 1989، فقامت بطرح جهاز باوربوك عام 1991، الذي وضع أساسا للشكل حديث والتصميم المريح للحاسوب المحمول. تم تصميم الماكنتوش المحمول ليكون على نفس القدر من قوة الماكنتوش المكتبي، فكان يزن المحمول 17 رطلا، ومدة حياة بطاريته 12 ساعة. باعت شركة أبل أقل من 100000 وحدة محمولة منه. [بحاجة لمصدر] أما حاسوب باوربوك المحمول، فكان وزنه 7 أرطال، وكان عمر بطاريته 3 ساعات، وباع بقيمة مليار دولار خلال السنة الأولى. [بحاجة لمصدر] في العام نفسه، قدمت شركة أبل نظام سبعة (System 7)، والذي كان تحديثا رئيسيا لنظام التشغيل، حيث أضاف الألوان إلى واجهة العرض وقدراتٍ جديدةٍ لربط الشبكات. ظل هذا النظام الأساس التصميمي لنظام التشغيل ماك حتى عام 2001.
أدى نجاح الباوربوك وغيرها من المنتجات إلى زيادة الإيرادات. وبدى لبعض الوقت أن شركة أبل لا يمكن أن تخطيء، لطرحها المنتجات الجديدة العصرية التي كانت تدر أرباحا متزايدة. مجلة ماكاديكت (MacAddict) علقت أن هذه الفترة بين عامي 1989 و1991 كانت «أول عصر ذهبي» للماكنتوش.
بعد النجاح الذي حققته شركة أبل من بيع الماكنتوش إل.سي. (Macintosh LC)، قامت أبل بطرح خط حواسيب سينتريس، وخط حواسيب كوادرا المنخفضة الثمن، وخط حواسيب بيرفورما المشؤوم، الذي بيع في عدة تكويناتٍ وحزم برمجية مُختَلَطة ومربـِـكة لتفادي المنافسة مع المحلات الاستهلاكية المختلفة مثل سيرز وبرايس كلاب ووول مارت، وهي المحلات التي تعاملت مع هذه النماذج. كانت النتيجة النهائية وخيمة على أبل، لأن المستهلكين لم يفهموا الفرق بين النماذج.
خلال هذا الوقت، واجهت أبل فشل عدد من المنتجات التي استهدفت المستهلكين، بما فيها الكاميرات الرقمية ومشغلات الأقراص المضغوطة السمعية المحمولة ومكبرات الصوت ولوحات ألعاب الفيديو وأجهزة التلفزيون. كما استثمرت الشركة موارد هائلة في «قسم نيوتن» المليء بالمشاكل، والذي كان مبنيا على أساس توقعات جون سكالي غير الواقعية فيما يتعلق بالأسواق. ثبت في نهاية المطاف أن هذه المحاولات كانت قليلة ومتأخرة، بينما انزلقت حصة أبل من السوق وواصلت أسعار أسهمها في الانخفاض.
رأت شركةُ أبـِّـل أن سلسلة أبل-2 مكلفةٌ للغاية في الإنتاج، وأنها أخذت المبيعات  من الماكنتوش منخفض التكلفة (Macintosh LC). في عام 1990 طرحت أبل «الماكنتوش إل. سي.» بفتحةٍ للتحديث باستخدام «بطاقة حاسوب أبل-2-إي» لحث المستخدمين على الانتقال إلى منصة ماكنتوش. توقفت شركة أبـِّـل عن بيع أبل-2-إي في عام 1993.
واصلت مايكروسوفت كسب حصةٍ في السوق من خلال ويندوز، لتركيزها على توفير برامج لأجهزة الحاسوب الشخصية الرخيصة السلعية، بينما كانت أبل تقدم تجربةً غنيةً هندسيا، ولكنها مكلفةٌ ماديا. اعتمدت شركة أبـِّـل على ارتفاع هوامش الربح ولم تطور ردا واضحا أبدا. بدلا من ذلك، رفعت أبل دعوى قضائية ضد مايكروسوفت لاستخدام واجهة مستخدم رسومية مماثلة لتلك التي في أبل-ليزا في قضية شركة حاسوب أبل المحدودة ضد شركة مايكروسوفت كوربوريشن. استمرت الدعوى لسنوات قبل أن يلقى بها خارج المحاكم. في نفس الوقت، أدت سلسلة من الإخفاقات الرئيسية في المنتجات وعدم الوفاء بالمواعيد المحددة بتدمير سمعة أبل، وتم استبدال سكالي بمايكل سبيندلر.

### 1994–1997: محاولات إعادة الاختراع

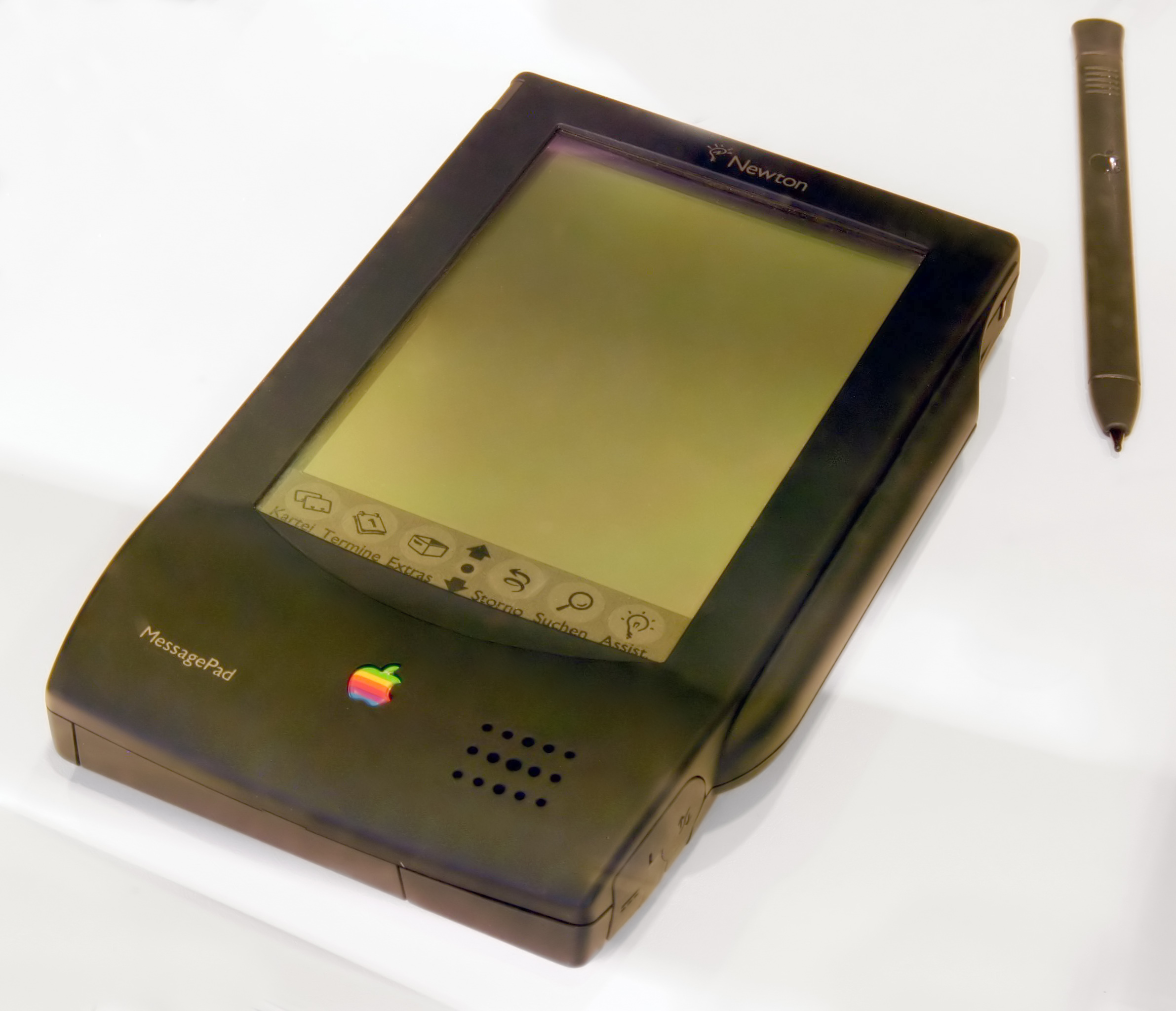
كان حاسوب "نيوتن" هو أول مشاركةٍ لشركة أبل في أسواق المساعد الشخصي الرقمي، كما كان واحدا من الحواسيب الأولى في هذه الصناعة. فبسبب تخبطه المالي، ساعد في تمهيد الطريق لجهاز بالم بايلوت والآي فون في المستقبل.

بدخول أوائل التسعينات، كانت أبل تطور منصاتٍ بديلة للماكينتوش، مثل منصة «إيه.\ يو. العاشر.» (A/UX). فقد كانت منصة الماكنتوش أصبحت باليةً لأنها لم تصنع من أجل القيام بمهام متعددة، ولذا قامت الشركة ببرمجة عددٍ من البرامج الرئيسية على الأجهزة مباشرةً.بالإضافة إلى ذلك، كانت أبل تواجه منافسةً من بائعي «نظام التشغيل/الثاني» (OS/2) ونظام التشغيل «يونيكس»(UNIX)، مثل شركة صن مايكروسيستمز. فكان من الضروري الاستعاضة عن الماكنتوش بمنصة جديدة، أو إعادة صياغة منصة الماكنتوش لتشغيلها على أجهزةٍ أكثر قوة.
في عام 1994، تحالفت شركة أبل مع شركة «آي بي إم» وشركة موتورولا في تحالف «إيه. آي. إم» (AIM). وكان الهدف خلق منصة حوسبةٍ جديدة (منصة المرجع «باور بي.سي.»)، والتي ستستخدم أجهزة موتورولا و«آي.بي.إم»، مقرونةً ببرمجيات أبل.كان أمل التحالف بين الشركات الثلاثة أن يسبق أداء منصة «بريب» عندما يقترن ببرامج أبل الحاسبَ الشخصي لشركة «مايكروسوفت». في نفس العام، طرحت أبل حاسوب «باور ماكنتوش»، وهو أول حاسوب من حواسيب أبل الكثيرة التي عملت باستخدام معالج «آي.بي.إم» المسمى «باور بي.سي.».
في عام 1996، تم استبدال مايكل سبيندلر بجيل أميليو رئيسا تنفيذيا. أجرى جيل أميليو تغييرات كثيرة في شركة أبل، بما في ذلك تسريحات جماعية للعمال. بعد محاولاتٍ عديدة فشلت في تحسين نظام التشغيل ماكنتوش، أولا مع مشروع تاليجينت، ثم في وقت لاحق مع مشروع كوبلاند وجيرشوين، اختار أميليو شراء شركة نِكست المحدودة ونظام تشغيلها «نِكست-ستيب»، وبذلك عاد ستيف جوبز إلى أبل مرةً أخرى كمستشار. في 9 يوليو، 1997، أطاح مجلس الإدارة بجيل أميليو بعد ثلاثة سنواتٍ من سجلِ انخفاضٍ في سعر الأسهم وخسائرَ ماليةٍ مُعيقة. أصبح جوبز الرئيس التنفيذي المؤقت للشركة، وبدأ إعادة هيكلة خط إنتاج الشركة.
في عام 1997، في معرض مكوورلد، أعلن ستيف جوبز ان أبل سوف تنضم مع مايكروسوفت لإطلاق إصدارات جديدة من مايكروسوفت أوفيس لأجهزة الماكنتوش، وقامت مايكروسوفت باستثمار 150 مليون دولار في أسهم أبل غير المؤهلة للتصويت.
في 10 نوفمبر، 1997، افتتحت شركة أبل متجر أبل، ضمن إستراتيجيةٍ تصنيعٍ جديدةٍ توصل البناء بالطلب.

### 1998–2005: العودة إلى الربحية
في 15 أغسطس، 1998، طرحت أبل حاسوب «الكل في واحد» الجديد، الذي ذكر بحاسوب الماكنتوش 128 ك: وكان هذا حاسوب «آي ماك». قاد جوناثان إيف فريق تصميم آي ماك، وكان إيف لاحقا المصمم لجهازي آي بود وآي فون. كانت مميزات جهاز «آي ماك» التكنولوجيا الحديثة والتصميم الفريد. باع الجهاز أكثر من 800000 وحدة في الأشهر الخمسة الأولى، وأعاد إلى أبل الربحية لأول مرة منذ عام 1993.
خلال هذه الفترة، أقدمت أبل على شراء العديد من الشركات لإنشاء محفظة من البرامج الإنتاجية الرقمية المهنية والموجهة نحو المستهلك. في عام 1998، أعلنت شركة أبل عن شراء برمجيات «فاينال كات» لشركة ماكروميديا، مما أشار إلى توسعها في السوق الرقمية لتحرير الفيديو. في السنة التالية، أصدرت أبل مُنتَجَين لتحرير الفيديو: «آي موفي» الموجه للمستهلكين، و«فاينال كات برو» الموجه للمهنيين. أصبح «فاينال كات برو» لاحقا أحد أهم البرامج في تحرير الفيديو، فله 800000 مستخدم مسجل بحلول عام 2007. في عام 2002 اشترت شركة أبل «شركة ناثينج ريال» بسبب برنامج «شيك» المتقدم رقميا في الجمع بين خصائص الصور، واشترت أيضا شركة «إيماجيك» لبرنامجها للإنتاج الموسيقي المسمى «لوجيك»، والذي أدى إلى تطوير برنامج «جارادج باند» الموجه للمستهلكين. وأكمل إصدار برنامج «آي فوتو» مجموعة برامج «آي لايف» في نفس العام.
أصدرت الشركة نظام تشغيل ماكنتوش العاشر في 24 مارس لعام 2001، والنظام تمت برمجته على أساس نظامي تشغيلٍ هما «أوبين ستيب» (لشركة «نيكست») و«بي. إس. دي. يونيكس». كان النظام موجها للمستهلكين والمهنيين على حدٍ سواء، وكان يجمع بين خصال الاستقرار والموثوقية والأمان المعروفة عن يونيكس، وسهولة الاستخدام لوجود واجهة مستخدم متوفرة. لمساعدة المستخدمين في التحول عن نظام التشغيل ماك 9، سمح نظام التشغيل الجديد ماك أو إس عشرة باستخدام تطبيقات نظام التشغيل 9، وذلك من خلال البيئة الكلاسيكية لنظام ماك أو إس عشرة.
في 19 مايو، 2001، افتتحت أبل محال بيع منتجات أبل بالتجزئة في ولاية فرجينيا وولاية كاليفورنيا. في العام نفسه، طرحت شركة أبل مشغل السمعيات الرقمي المحمول لجهاز آي بود. وكان المنتج ناجحا بامتياز—فقد بيعت منه أكثر من 100 مليون وحدة في غضون ست سنوات. في عام 2003، افتتحت الشركة متجر آي تيونز لتنزيل الموسيقى عبر الإنترنت مقابل 0.99 دولار للأغنية، وذلك للتكامل مع أجهزة آي بود. وسرعان ما أصبحت الخدمةُ الرائدةَ في مجال خدمات الموسيقى على الإنترنت، بما يزيد عن خمسة مليارات تحميل بحلول التاسع عشر من حزيران/يونيو، 2008.
منذ عام 2001، تخلص فريق التصميم في أبل تدريجيا عن استخدام المواد البلاستيكية الشفافة الملونة التي استخدمت لأول مرة في جهاز آيماك جي 3. بدأ هذا مع استخدام الباوربوك المصنوع من التيتانيوم، والذي أعقبه الآي بوك المصنوع من البوليكاربونات، وجهاز «الآي ماك» مُسَطح الشاشة.

### 2005–2011: الشراكة مع إنتل

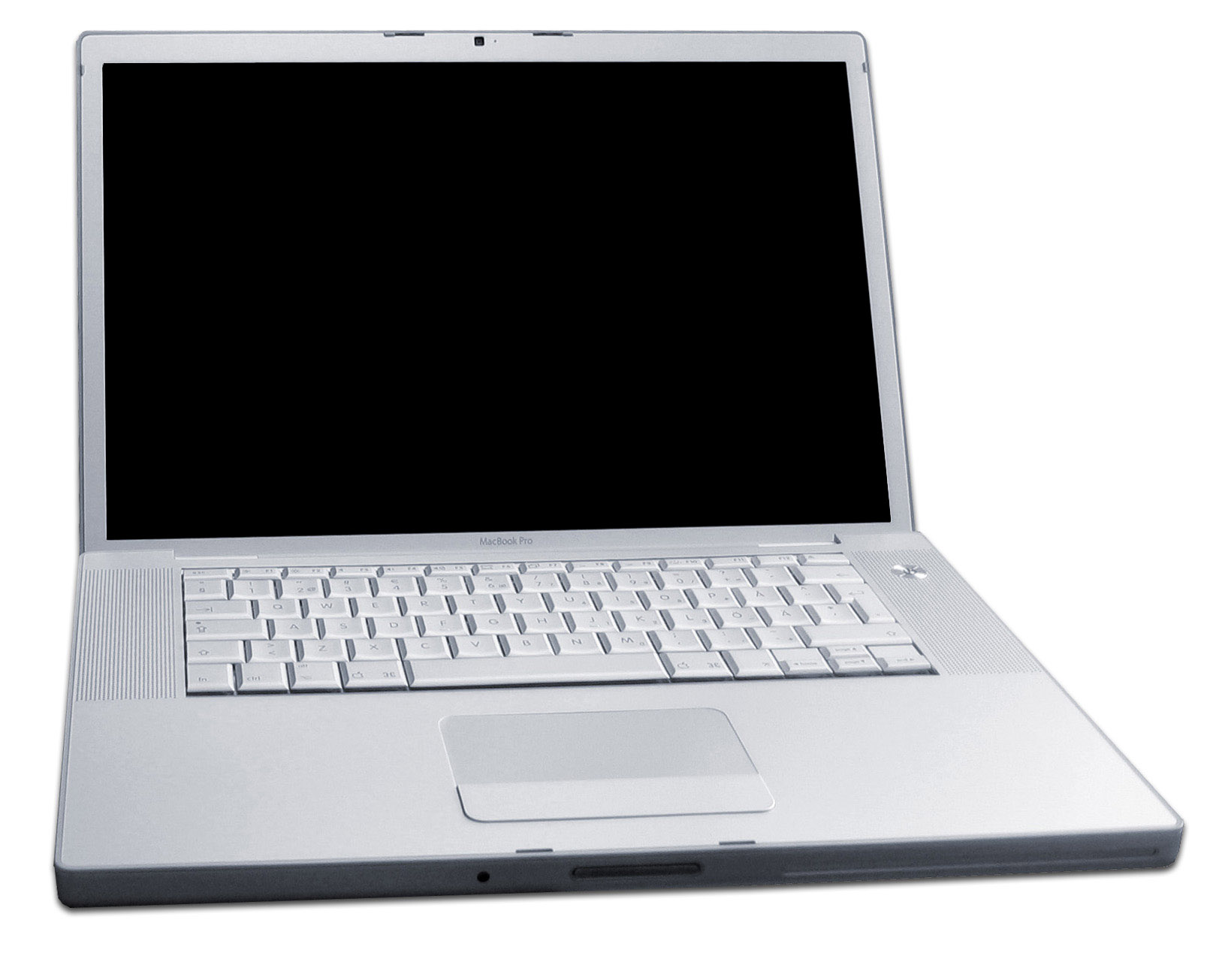
الماكبوك برو (بشاشة واسعة حجمها 15.4 بوصة) كان أول حاسوبٍ محمولٍ لشركة أبل، يعمل بوحدات معالجة إنتل. تم إعلانه في يناير من 2006، وكان يستهدف السوق المهنية.

أعلن ستيف جوبز في الكلمة الرئيسية في المؤتمر العالمي للمطورين في السادس من يونيو لعام 2005، أن شركة أبل ستبدأ في إنتاج حواسيب الماكنتوش العاملة على وحدات معالجة التي تصنعها شركة إنتيل، وأن ذلك سيبدأ في 2006. وفي العاشر من يونيو، 2006، طرحت أبل جهاز «ماكبوك برو» وجهاز «الآي ماك»، وهما أول جهازان يعملان بوحدة معالجةٍ مركزيةٍ «كور دو» صنعتها شركة إنتيل. بحلول السابع من أغسطس، 2006، كانت أبل قد حولت كل خط إنتاج أجهزة الماك إلى استخدام رقائق إنتيل، وكان هذا أبكر بعام عما أعلن عنه ستيف جوبز. وخلال هذا التحول، تم الاستغناء عن الماركات «باورماك» و«آي بوك» و«باوربوك»؛ وأصبحت يخلف كل ماركةً من هذه الماركات المستغنى عنها وفق الترتيب: «مأكبرو» و«ماكبوك» و«ماكبوك برو». في 29 نيسان 2009، ذكرت صحيفة وول ستريت جورنال أن أبل كانت تبني فريقها الخاص من المهندسين لتصميم الرقائق الدقيقة.
أصدرت شركة أبـِّـل أيضا برنامج «بوتكامب» لمساعدة المستخدمين على تثبيت ويندوز إكس بي أو ويندوز فيستا على أجهزة «الماكينتوش-إنتل» جنبا إلى جنبٍ مع نظام التشغيل ماك العاشر.
كان نجاح شركة أبـِّـل خلال هذه الفترة واضحا من خلال سعر أسهمها.فقد ارتفع سعرُ سهم أبِّل بَيْنَ مطلع عام 2003 و2006، أكثر من عشرة أضعاف، من حوالي 6 دولارات للسهم الواحد (المعدلة وفقا للتقسيم) إلى ما يزيد عن 80 دولارا للسهم الواحد. وفي يناير 2006، تجاوزت القدرة السوقية شركة أبل على شركة ديل. كان قد قال الرئيسُ التنفيذيُ لشركة ديل مايكل ديل، قبل تسع سنوات من ذلك التاريخ، أنه إذا أتيحت له إدارة شركة أبل فإنه «سوف يقوم بإغلاقها وإعطاء المال للمساهمين.» 
ولكن على الرغم من نماء حصة أبل في سوق أجهزة الحاسوب، فإنها لم تزل متخلفةً كثيرا عن منافستها مايكروسوفت، فهي لا تملك إلا حوالي 8 في المئة من سوق أجهزة الحاسوب المكتبية والمحمولة في الولايات المتحدة.
أثناء إلقائه الكلمة الرئيسية في معرض مكوورلد يوم 9 يناير 2007، أعلن ستيف جوبز أن شركة «حاسوب أبل المحدودة»، سوف تُعرف من تلك اللحظة بشركة أبل المحدودة. شهد المعرض أيضا الإعلان عن جهاز الآي فون وتلفزيون أبل. وفي اليوم التالي، وصلت قيمة سهم أبل إلى 97.80 دولارا، وكان هذا أعلى مستوياته إلى ذلك التاريخ. وفي أيار / مايو، تجاوز سعر السهم حاجز المئة دولار.
أشارت الشركة في السادس من شباط / فبراير 2007، أنها ستبيع الموسيقى على متجر «آي تونز» الإلكتروني دون إدارة الحقوق الرقمية إذا وافقت شركات التسجيلات على التخلي عن التكنولوجيا (والذي كان من شأنه السماح بتشغيل الأغاني على مشغلاتٍ من أطرافٍ ثالثة). في يوم 2 أبريل، 2007، أعلنت أبل بالاشتراك مع شركة الصناعات الموسيقية والإلكترونية البريطانية المحدودة (EMI) عن إزالة تكنولوجيا إدارة الحقوق الرقمية من قائمة شركة "EMI" على موقع متجر آي تونز، وأن القرار سيُفَعَلُ في أيار / مايو.
و في يوم 11 يوليو، 2008، أطلقت شركة أبل متجر آب لبيع تطبيقات الطرف الثالث لجهاز الآي فون وجهاز الآي بود تاتش. وفي غضون شهر، باع المتجر 60 مليون تطبيق، بإيراداتٍ يومية بلغت مليون دولار في المتوسط. تكهن ستيف جوبز عندئذٍ أن المتجر يمكن أن يصبح تجارةً تورد مليارات الدولارات لشركة أبل. بعد ثلاثة أشهر، ظهر الإعلان أن أبل قد تصبح ثالث أكبر موردٍ للهواتف في العالم، نظرا لشعبية جهاز «الآي فون».
في 16 كانون الأول، 2008، أعلنت شركة أبل أن عام 2009 سيكون آخر عامٍ لحضور شركة أبل في معرض مكوورلد، وأن فيل شيللر سيلقي الكلمة الرئيسية في عام 2009 بدلا من المتوقع ستيف جوبز.
في 14 يناير، 2009، أصدر جوبز مذكرةً داخليةً في شركة أبل، وفيها أعلن انه سيأخذ أجازة لمدة ستة أشهر، وحتى نهاية يونيو 2009، لتمكينه من التركيز بشكل أفضل على حالته الصحية والسماح للشركة بالتركيز على منتجاتها على نحوٍ أفضل. على الرغم من غياب ستيف جوبز، فقد سجلت أبل أفضل ربع سنوي في غير العطلات (Q1 السنة المالية 2009) خلال فترة الركود، حيث حققت أبل ايراداتٍ قدرُها 8.16 مليار دولار وأرباحا قدرها 1.21 مليار دولار.

### 2011–حتى الآن: حقبة ما بعد جوبز، قيادة تيم كوك
في 5 أكتوبر 2011، توفي ستيف جوبز، وكانت وفاته نهاية حقبة لأبل. حدث أول إعلان عن منتج رئيسي من قبل أبل بعد وفاة جوبز في 19 يناير 2012، عندما قدم فيل شيلر من آبل آي بوكس تيكستبوكس لنظام التشغيل آي أو إس وآي بوك أوثر لنظام التشغيل ماك أو إس إكس في مدينة نيويورك. ذكر جوبز في السيرة الذاتية «جوبز» أنه يريد إعادة اختراع صناعة الكتب المدرسية والتعليم.
من عام 2011 إلى عام 2012، أصدرت أبل جهاز آيفون 4 إس وآيفون 5، والذي يتميز بكاميرات محسنة، ومساعد برمجي ذكي يسمى سيري، وبيانات متزامنة مع السحابة مع آي كلاود؛ الجيل الثالث والرابع من أجهزة آيباد، اللذان يتميزان بشاشات ريتنا؛ وآيباد ميني، الذي يتميز بشاشة مقاس 7.9 بوصة على عكس شاشة آيباد مقاس 9.7 بوصة. كانت عمليات الإطلاق هذه ناجحة، حيث أصبح آيفون 5 (الذي تم إصداره في 21 سبتمبر 2012) أكبر إطلاق لأبل مع أكثر من مليوني طلب مسبق ومبيعات ثلاثة ملايين جهاز آيباد في ثلاثة أيام بعد إطلاق آيباد ميني وآيباد الجيل الرابع (تم إصداره في 3 نوفمبر 2012). أصدرت أبل أيضًا جهاز ماك بوك برو من الجيل الثالث مقاس 13 بوصة مع شاشة ريتنا وأجهزة كمبيوتر آي ماك وماك ميني جديدة.
في 20 أغسطس 2012، أدى ارتفاع سعر سهم أبل إلى زيادة القيمة السوقية للشركة إلى 624 مليار دولارًا أمريكيًا في ذلك الوقت. وتغلب هذا على الرقم القياسي غير المعدل للتضخم للقيمة السوقية الذي حددته مايكروسوفت سابقًا في عام 1999. في 24 أغسطس 2012، قضت هيئة محلفين أمريكية بأنه يجب على سامسونج دفع 1.05 مليار دولار لأبل (665 مليون جنيه استرليني) كتعويضات في قضية ملكية فكرية. استأنفت شركة سامسونج على تعويض الأضرار، والذي تم تخفيضه بمقدار 450 مليون دولارًا ووافق كذلك على طلب سامسونج للحصول على نسخة تجريبية جديدة. في 10 نوفمبر 2012، أكدت أبل تسوية عالمية رفضت جميع الدعاوى القضائية القائمة بين أبل وإتش تي سي حتى ذلك التاريخ، لصالح اتفاقية ترخيص مدتها عشر سنوات لبراءات الاختراع الحالية والمستقبلية بين الشركتين. من المتوقع أن تحقق أبل 280 مليون دولارًا  في السنة من هذه الصفقة مع إتش تي سي.
في مايو 2014، أكدت الشركة عزمها الاستحواذ على شركة الصوت بيتس إلكترونيكس التابعة لدكتور دري وجيمي لوفاين - منتج مجموعة «بيتس باي دكتور دري» (Beats by Dr. Dre) من سماعات الرأس ومنتجات السماعات، ومشغل خدمة البث الموسيقي بيتس ميوزك —3 مليار دولار وبيع منتجاتهم من خلال منافذ البيع بالتجزئة والتجزئة التابعة لأبل. اعتقد لوفاين أن بيتس كانت دائمًا «تنتمي» إلى أبل، حيث صممت الشركة نفسها على غرار «قدرة أبل التي لا مثيل لها على الزواج من الثقافة والتكنولوجيا». كان الاستحواذ أكبر عملية شراء في تاريخ أبل.
خلال حدث صحفي في 9 سبتمبر 2014، قدمت أبل ساعة ذكية، أبل واتش. في البداية، قامت أبل بتسويق الجهاز باعتباره أحد ملحقات الموضة ومكملًا للآيفون، مما يسمح للناس بالنظر إلى هواتفهم الذكية بشكل أقل. بمرور الوقت، ركزت الشركة على تطوير ميزات متعلقة بالصحة واللياقة البدنية على الساعة، في محاولة للتنافس مع متتبعي الأنشطة المخصصين.
في يناير 2016، تم الإعلان عن وجود مليار جهاز أبل قيد الاستخدام النشط في جميع أنحاء العالم.
في 6 يونيو 2016، أصدرت فورتشن500، حيث تم تصنيف قائمة الشركات الخاصة بها على أساس توليد الإيرادات. في السنة المالية اللاحقة (2015)، ظهرت أبل في القائمة كأفضل شركة تقنية. احتلت المرتبة الثالثة، بشكل عام، بقيمة 233 مليار دولار. ويمثل هذا ارتفاعًا في مركزين من قائمة العام السابق.
في يونيو 2017، أعلنت أبل عن هوم بود، وهو مكبر صوت ذكي يهدف إلى التنافس ضد سونوس، جوجل هوم، وأمازون إيكو. قرب نهاية العام، ذكرت تِك كرانش أن أبل كانت تستحوذ على شازام، وهي شركة قدمت منتجاتها في مؤتمر أبل العاملي للمطورين (WWDC) ومتخصصة في الموسيقى، التلفزيون، الأفلام والتعرف على الإعلانات. تم تأكيد عملية الاستحواذ بعد بضعة أيام، وبحسب ما ورد كلفت عملية الشراء أبل 400 مليون دولار، حيث أشارت تقارير إعلامية إلى أن عملية الشراء بدت وكأنها خطوة للحصول على البيانات والأدوات التي تدعم خدمة بث أبل ميوزك. تمت الموافقة على الشراء من قبل الاتحاد الأوروبي في سبتمبر 2018.
أيضًا في يونيو 2017، عينت أبل جيمي إيرليشت وزاك فان أمبورغ لرئاسة وحدة الفيديو العالمية التي تم تشكيلها حديثًا. في نوفمبر 2017، أعلنت أبل أنها تتفرع إلى المسلسلات النصية الأصلية: مسلسل درامي من بطولة جينيفر أنيستون وريس ويذرسبون، وإعادة عرض سلسلة المختارات قصص مذهلة مع ستيفن سبيلبرغ. في يونيو 2018، وقعت أبل الحد الأدنى من الاتفاقية الأساسية لنقابة الكتاب الأمريكية وأوبرا وينفري على شراكة محتوى متعددة السنوات. تشمل الشراكات الإضافية للمسلسلات الأصلية سيسيم وركشوب ودي إتش إكس ميديا وشركتها الفرعية بينتس ورلدوايد، بالإضافة إلى شراكة مع أي 24 لإنشاء أفلام أصلية.
في 19 أغسطس 2020، تجاوز سعر سهم أبل لفترة وجيزة 467.77 دولارًا، مما جعل أبل أول شركة أمريكية برأسمال سوقي قدره 2 تريليون دولار.
خلال خطابها الرئيسي السنوي في مؤتمر أبل العالمي للمطورين في 22 يونيو 2020، أعلنت أبل أنها ستبتعد عن معالجات إنتلل، وأن جهاز ماك سينتقل إلى المعالجات المطورة داخليًا. كان هذا الإعلان متوقعًا من قبل محللي الصناعة، وقد لوحظ أن أجهزة ماك التي تتميز بمعالجات أبل ستسمح بزيادات كبيرة في الأداء مقارنة بالموديلات الحالية القائمة على إنتل. في 10 نوفمبر 2020، أصبح ماكبوك اير، ماكبوك برو، وماك ميني أول أجهزة ماك مدعومة بمعالج أبل إم 1 من تصميم أبل.
في أبريل 2022، أفيد أن سامسونج إلكترو-ميكانيكس ستتعاون مع أبل على شريحة إم 2 بدلاً من إل جي إنوتيك (LG Innotek). أظهرت سجلات المطورين أنه تم اختبار ما لا يقل عن تسعة طرز من أجهزة ماك تحتوي على أربع شرائح إم 2 مختلفة.
ذكرت صحيفة وول ستريت جورنال أن محاولة تطوير رقائقها الخاصة جعلت أبل أكثر استعدادًا للتعامل مع نقص أشباه الموصلات الذي ظهر خلال حقبة الوباء وأدى إلى زيادة الربحية، حيث ارتفعت مبيعات أجهزة كمبيوتر ماك التي تضمنت رقائق إم 1 بشكل حاد في عامي 2020 و 2021. كما ألهمت شركات أخرى مثل تسلا، أمازون، وميتا بلاتفورمز لمتابعة مسار مماثل.
في أبريل 2022، افتتحت أبل متجرًا عبر الإنترنت يسمح لأي شخص في الولايات المتحدة بمشاهدة أدلة الإصلاح وطلب قطع غيار لأجهزة آيفون معينة حديثة، على الرغم من أنه من المتوقع أن يكون الفرق في التكلفة بين هذه الطريقة والإصلاح الرسمي ضئيلًا.
في مايو 2022، تم تقديم علامة تجارية لريالتي أو إس (RealityOS)، وهو نظام تشغيل يقال إنه مخصص لسماعات الواقع الافتراضي والواقع المعزز، والتي تم ذكرها لأول مرة في عام 2017. وفقًا لبلومبرغ، قد يتم إصدار سماعة الرأس في عام 2023.
في 18 يونيو 2022، أصبح متجر أبل في توسون بولاية ماريلاند أول من ينضم إلى نقابة في الولايات المتحدة، حيث صوت الموظفون للانضمام إلى الرابطة الدولية للميكانيكي وعمال الفضاء.
في 7 يوليو 2022، أعلنت أبل عن إطلاق ميزة أمان جديدة تسمى نمط الحجر (Lockdown Mode). سيكون نمط الحجر متاحًا في الخريف مع نظام التشغيل الجديد، وسيكون بمثابة حماية للمستخدمين المعرضين لمخاطر عالية ضد الهجمات الإلكترونية لبرامج التجسس.
في فبراير 2024 تخلت أبل عن خطتها في مشروع تصنيع السيارة الكهربائية حيث عمل ألفي موظف على هذا المشروع الذي أبقته الشركة طي الكتمان بحسب ما نقلته بلومبرغ.

## منتجات

### ماكنتوش
ماكنتوش، المعروف باسم ماك، هو مجموعة أجهزة كمبيوتر أبل الشخصية التي تستخدم نظام تشغيل ماك أو إس الخاص بالشركة. كانت أجهزة الكمبيوتر الشخصية هي خط الأعمال الأصلي لأبل، ولكن اعتبارًا من 2021 يمثلون حوالي 10 بالمائة فقط من عائدات الشركة.
تعمل الشركة على تحويل أجهزة كمبيوتر ماك من معالجات إنتل إلى أبل سيليكون، وهو نظام مصمم خصيصًا على منصة شرائح.
اعتبارًا من مارس 2022، هناك ست مجموعات من أجهزة كمبيوتر ماكنتوش قيد الإنتاج:
- آيماك: كمبيوتر مكتبي استهلاكي متعدد الإمكانات (الكل في واحد)، تم طرحه عام 1998.
- ماك ميني: كمبيوتر سطح مكتب فرعي للمستهلك، تم طرحه في عام 2005.
- ماك بوك برو: حاسوب محمول احترافي، تم طرحه عام 2006.
- ماك برو: محطة عمل احترافية، تم طرحها عام 2006.
- ماك بوك اير: جهاز كمبيوتر محمول فائق النحافة للمستهلك، تم طرحه في عام 2008.
- ماك ستوديو: محطة عمل احترافية صغيرة الحجم، تم طرحها في عام 2022.

تبيع أبل أيضًا مجموعة متنوعة من الملحقات لأجهزة ماك، بما في ذلك برو دسبلاي إكس دي آر، أبل ستديو دسبلاي، ماجيك هاوس، ماجيك تراكباد ‏، وماجيك كيبورد ‏.
تقوم الشركة أيضًا بتطوير العديد من البرامج المضمنة في سعر شراء جهاز ماك، بما في ذلك متصفح الويب سفاري ومحرر الفيديو آي موفي ومحرر الصوت جراح باند ومجموعة إنتاجية آيوورك.
بالإضافة إلى ذلك، تبيع الشركة العديد من تطبيقات البرامج الاحترافية بما في ذلك محرر الفيديو فاينال كت برو، موشن لفيديو الرسوم المتحركة، محرر الصوت لوجك برو، مين ستيج لإنتاج الصوت الحي، وكومبرسور لضغط الوسائط وترميزها.

### آيفون
آيفون هو خط هواتف أبل الذكية الذي يستخدم نظام تشغيل آي أو إس الخاص بالشركة، والمشتق من نواة ماك أو إس. تم الإعلان عن الجيل الأول من آيفون من قبل الرئيس التنفيذي لشركة أبل آنذاك ستيف جوبز في 9 يناير 2007. منذ ذلك الحين، أصدرت أبل سنويًا طرزًا جديدة من آيفون وتحديثات آي أو إس.
يحتوي جهاز آيفون على واجهة مستخدم مبنية حول شاشة متعددة اللمس، والتي وصفت وقت طرحها بأنها «ثورية» و «تغير قواعد اللعبة» لصناعة الهاتف المحمول. يعود الفضل للجهاز في الترويج للهاتف الذكي وعامل الشكل الأردواز، وإنشاء سوق كبير لتطبيقات الهواتف الذكية، أو «اقتصاد التطبيقات».
آي أو إس هي واحدة من أكبر منصتين للهواتف الذكية في العالم إلى جانب أندرويد. لقد حقق آيفون أرباحًا كبيرة للشركة، ويُنسب إليه الفضل في المساعدة في جعل أبل واحدة من أكثر الشركات المتداولة علنًا قيمة في العالم. اعتبارًا من 2021، يمثل آيفون أكثر من نصف عائدات الشركة.

### آيباد
آيباد هو خط أجهزة الكمبيوتر اللوحية من أبل الذي يستخدم نظام تشغيل آي باد أو إس الخاص بالشركة، والمشتق من ماك أو إس وآي أو إس. تم الإعلان عن الجيل الأول من آي باد في 27 يناير 2010.
أخذ آيباد واجهة المستخدم متعددة اللمس التي تم تقديمها لأول مرة في آيفون، وقام بتكييفها مع شاشة أكبر، وتم تسويقها للتفاعل مع تنسيقات الوسائط المتعددة بما في ذلك الصحف والكتب والصور ومقاطع الفيديو والموسيقى والمستندات وألعاب الفيديو وأكثرها موجودة تطبيقات آيفون. استخدمت الأجيال السابقة من آيباد نفس نظام التشغيل آي أو إس مثل الهواتف الذكية للشركة قبل تقسيمها إلى آيباد أو إس في سبتمبر 2019.
اعتبارًا من سبتمبر 2020 باعت شركة أبل أكثر من 500 مليون جهاز آيباد، على الرغم من أن المبيعات بلغت ذروتها في عام 2013. اعتبارًا من 2020، لا يزال جهاز آيباد هو الكمبيوتر اللوحي الأكثر شعبية من حيث المبيعات، وشكل تسعة في المائة من عائدات الشركة اعتبارًا من 2021.
في السنوات الأخيرة، بدأت أبل في تقديم إصدارات أكثر قوة من الجهاز، حيث يستخدم آيباد برو الحالي نفس معالج إم 1 أبل سيليكون مثل أجهزة ماك ولابتوبز المتطورة للشركة، إلى جانب إصدار أصغر من الجهاز يسمى آيباد ميني، ونسخة مطورة تسمى آيباد اير.

### الأجهزة القابلة للارتداء، المنزل والملحقات
تصنع أبل أيضًا العديد من المنتجات الأخرى التي تصنفها على أنها «الأجهزة القابلة للارتداء والمنزل والاكسسوارات». تشمل هذه المنتجات مجموعة اير بودز من سماعات الرأس اللاسلكية ومشغلات الوسائط الرقمية من أبل تي في وساعات أبل واتش الذكية وسماعات بيتس ومكبرات الصوت هوم بود ميني الذكية.

### خدمات
تقدم أبل أيضًا مجموعة واسعة من الخدمات التي تحقق إيرادات منها، بما في ذلك الإعلان في أب ستور وتطبيق أبل نيوز، وخطة الضمان الممتد لـ أبل كير+، وخدمة تخزين البيانات السحابية آي كلاود+، وخدمات الدفع من خلال بطاقة ائتمان أبل كارد ومنصة معالجة أبل باي، وهي خدمات محتوى رقمي بما في ذلك أبل بوكس، أبل فتنس+، أبل ميوزك، أبل نيوز+، أبل تي في+ ومتجر آي تونز.
اعتبارًا من 2021، تشكل الخدمات حوالي 19٪ من إيرادات الشركة. تم إطلاق العديد من الخدمات منذ عام 2019 عندما أعلنت أبل أنها ستبذل جهودًا متضافرة لتوسيع إيرادات خدماتها.

## هوية الشركة

### رمز تجاري
قال ستيف جوبز أنه استوحى اسم الشركة في زيارة له إلى مزرعة للتفاح عندما كان يتّبع نظام حمية ثامِريّ، وقد رأى بأن اسم ”أبِل“ (أو ”تفاحة“ بالعربية) ”فيه ظرافة وحيوية وليس فيه تخويف.“
رمز شركة أبل الأول كان من تصميم ستيف جوبز ووين، ويصور السير اسحاق نيوتن جالسا تحت شجرة تفاح. رغم ذلك، تم استبدال ذلك على الفور بشعار «قوس قزح أبل» من تصميم روب جانوف، وهي الصورة المشهورة الآن لقوس قزح على شكل ظل تفاحة مقضومة. قدم جانوف عدة نماذج أحادية اللون لستيف جوبز، وراقت هذه النماذج لجوبز مباشرةً. مع حبه للشعار، أصر جوبز أن يكون ملونًا، باعتباره هذا وسيلةً لأنسنة الشركة.
يظهر الشعار الأصلي المرسوم يدويا السير اسحاق نيوتن، وتقول نظرية أن الشعار كان يرمز إلى اكتشاف الجاذبية (من خلال التفاحة)، وفصل الضوء من خلال المنشور (إلى ألوان قوس قزح).يوجد تفسير آخر، وهو أن الشعار كان بدافع الولاء لعالم الرياضيات آلان تورنغ، الذي أقدم على الانتحار من خلال تناول تفاحة ملوثةً بالسيانيد. يعتبر تورنغ واحدا من آباء الحاسوب. تردد أن ألوان قوس قزح في الشعار يمكن أن تكون إشارةً إلى علم قوس قزح.
ومع ذلك، ذكر روب جانوف في مقابلةٍ أن النظريات البديلة كلها أساطيرٌ رائعة، ولكنها للأسف بقيمة «الروث». فقال أن شعار شركة أبل صمم بقضمةٍ حتى يفهم الناس أنها تفاحةٌ وليست كرزا، وأن ألوان قوس قزح ليست إشارة مرمزة إلى المثلية الجنسية أو الضوء المنشور، ولكن تم وضعها لجعل الشعار أيسر منالا، ولتمثيل أن الشاشة لها أن تنتج ألوانا.
في عام 1998، مع إصدار آي ماك الجديدة، توقفت أبل عن استخدام ألوان قوس قزح—رغم إصرار جوبز—وبدأت الشركة في استخدام شعار التفاحة أحادي اللون. لم يستخدم لهذا الشعار أي لونٍ محدد، وشكل الشعار هو واحدٌ من أكثر الرموز التجارية المتعارف عليها في العالم، وتحدد جميع منتجات شركة أبل ومحلات البيع بالتجزئة (حتى أن اسم «أبل» لا يتم استخدامه حتى الوقت الحاضر)، وتم إدراج الرمز في ملصقات جميع أجهزة الماكنتوش والآي بود خلال السنوات الماضية.

### شعارات نصية
أول شعارٍ لشركة أبـِّـل، «قضمة من تفاحة» أو «بايت من التفاحة» بالنطق الإنجليزي تمت صياغته في أواخر السبعينات. (فكلمة "Byte": بايت تُنطَقُ كما تنطق كلمة "Bite":قضمة) من عام 1997-2002، وأبل تستخدم شعار فكر بطريقةٍ مختلفة في حملاتها الإعلانية. كان لهذا الشعار تأثيرا دائما على صورة أبل، وأحيا شعبيتهم مع وسائل الإعلام والعملاء. وعلى الرغم من تقاعد هذا الشعار، فإنه لا يزال مرتبطا ارتباطا وثيقا بشركة أبل. لدى شركة أبـِّـل أيضا شعاراتٍ لخطوط منتجٍ معين—على سبيل المثال، «أنا أفكر، لذا أنا ماك» (iThink, therefore iMac)، والذي استخدمت في عام 1998 للدعاية لآي ماك، ، و«قل مرحبا لآي فون» والذي استخدم في إعلانات آي فون. كانت تستخدم «مرحبا» أيضا لإصدار ماكنتوش الأصلي، ونيوتن، وآي ماك «مرحبا (مرة أخرى)»، وآي بود.[بحاجة لمصدر]

### الإعلانات التجارية
معلومات مفصلة:فكر باختلاف، احصل على ماك، حملة أبل الدعائية للتحويل.
منذ طرح الماكنتوش مع إعلان 1984 التجاري إلى الإعلانات الأكثر حداثة 'احصل على ماك'، تم الاعتراف بأبل في الماضي بما تبذله من جهود فعالة من أجل الدعاية والتسويق لمنتجاتها، على الرغم من أنها انتقدت بسبب إدعائتها في بعض الحملات الأخيرة، وبخاصة إعلانات باور ماك 2005  وإعلانات الآي فون في بريطانيا.
إعلانات شركة أبل شهيرةٌ لإطلاقها الموسيقيين للوصول إلى النجومية، رسوماتها الأخاذة وإيقاعاتها الجذابة. فقد أشهرت الشركة أغنية "1234" للمغني الكندي فيست لاستخدامها الأغنية في حملتها الإعلانية. ثم استخدمت أبل أغنية «الروح الجديدة» للمغني وكاتب الأغاني الفرنسي الإسرائيلي يائيل نعيم للترويج لماك بوك اير. وصلت الأغنية إلى أعلى قوائم الأغاني، وبيع منها مئات الآلاف من النسخ في غضون اسابيع.

### ولاء للعلامة التجارية
اكتسب عملاء أبل سمعة طيبة في التفاني والولاء في وقت مبكر من تاريخ الشركة. شارك 'المبشرون' في أبل بنشاط من قبل الشركة في وقت واحد، ولكن كان هذا بعد أن تم بالفعل ترسيخ هذه الظاهرة. وصف المبشر غاي كاواساكي من أبل تعصب العلامة التجارية بأنه «شيء تم اكتشافه»، بينما أوضح إيف في عام 2014 أن «الناس لديهم علاقة شخصية بشكل لا يصدق» مع منتجات أبل. يمكن أن تجتذب افتتاحات أبل ستور وإصدارات المنتجات الجديدة حشودًا من المئات، مع انتظار البعض في الطابور قبل يوم واحد من الافتتاح. وحضر افتتاح متجر أبل فيفث أفينيو في مدينة نيويورك في عام 2006 عدد كبير من الزوار، وحضره زوار من أوروبا لحضور هذا الحدث. في يونيو 2017، التقط زوجان حديثًا صور زفافهما داخل متجر أورتشارد رود أبل ستور الذي تم افتتاحه مؤخرًا في سنغافورة. تم انتقاد المستوى العالي من الولاء للعلامة التجارية والسخرية منه ، حيث تم تطبيق لقب «أبل فانبوي» (Apple fanboy) والاستهزاء بالطوابير الطويلة قبل إطلاق المنتج. اقترحت مذكرة داخلية تم تسريبها في عام 2015 أن الشركة تخطط لثني الطوابير الطويلة وتوجيه العملاء لشراء منتجاتها على موقعها على الإنترنت.
صنفت مجلة فورتشن أبل على أنها الشركة الأكثر إعجابًا في الولايات المتحدة في عام 2008، وفي العالم من عام 2008 إلى عام 2012. في 30 سبتمبر 2013، تفوقت شركة أبل  على كوكا كولا لتصبح العلامة التجارية الأكثر قيمة في العالم في تقرير مجموعة أومنيكوم «أفضل العلامات التجارية العالمية». صنفت مجموعة بوسطن الاستشارية أبل كل عام على أنها العلامة التجارية الأكثر ابتكارًا في العالم منذ عام 2005. اعتبارًا من يناير 2021، هناك 1.65 مليار من منتجات أبل قيد الاستخدام النشط.

### المقر والمرافق الرئيسية

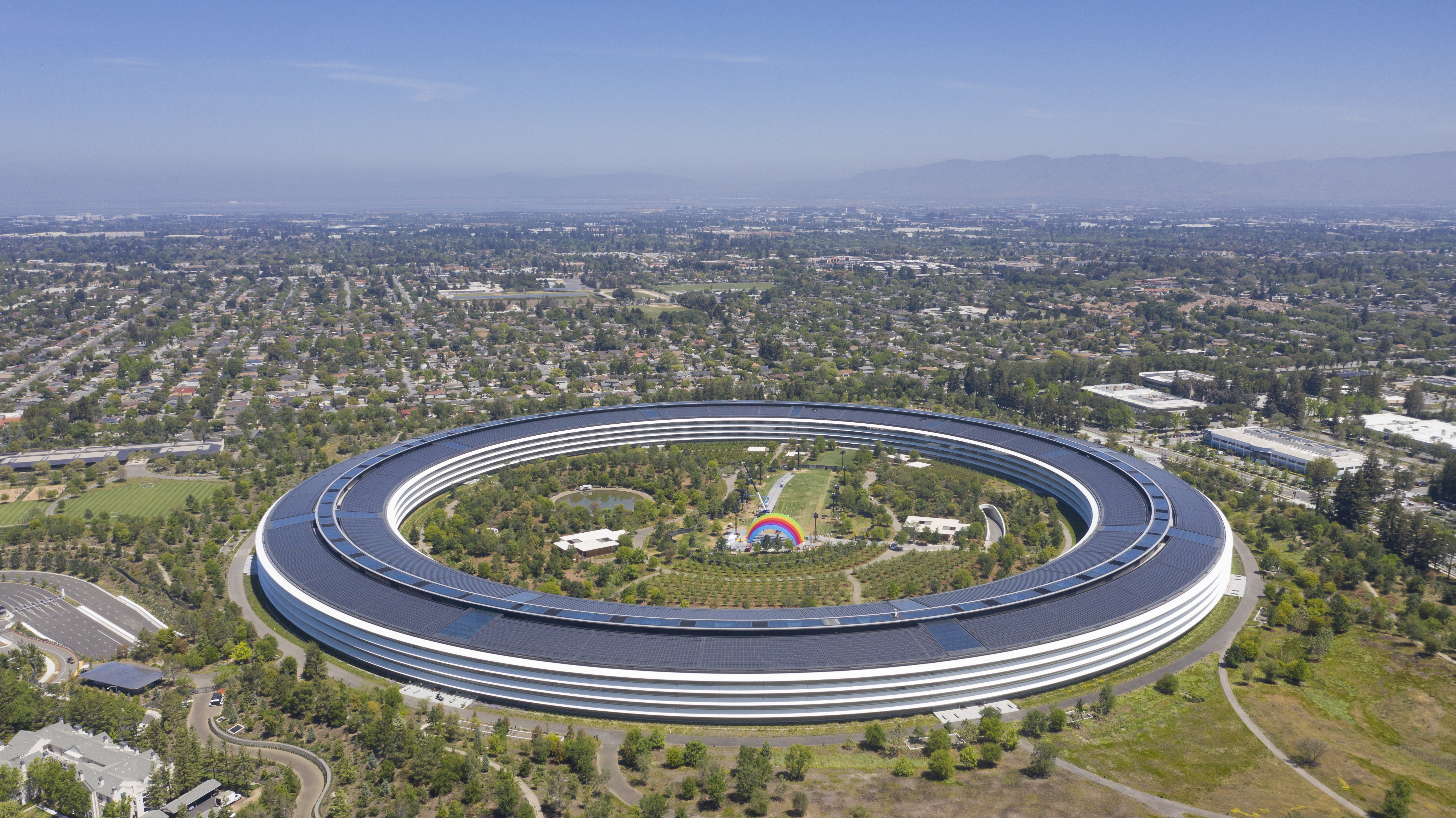
أبل بارك

يقع المقر الرئيسي العالمي لشركة أبل في كوبرتينو، في وسط وادي السيليكون بكاليفورنيا، في أبل بارك، وهو مبنى ضخم دائري غير مرتفع يبلغ محيطه 1 ميل (1.6 كـم). تم افتتاح المبنى في أبريل 2017 ويضم أكثر من 12,000 موظف. أراد ستيف جوبز، المؤسس المشارك لأبل، أن تبدو أبل بارك أقل شبهاً بمجمع أعمال وملاذ طبيعي، وظهر شخصيًا أمام مجلس مدينة كوبرتينو في يونيو 2011 لتقديم الاقتراح، في آخر ظهور علني له قبل وفاته.

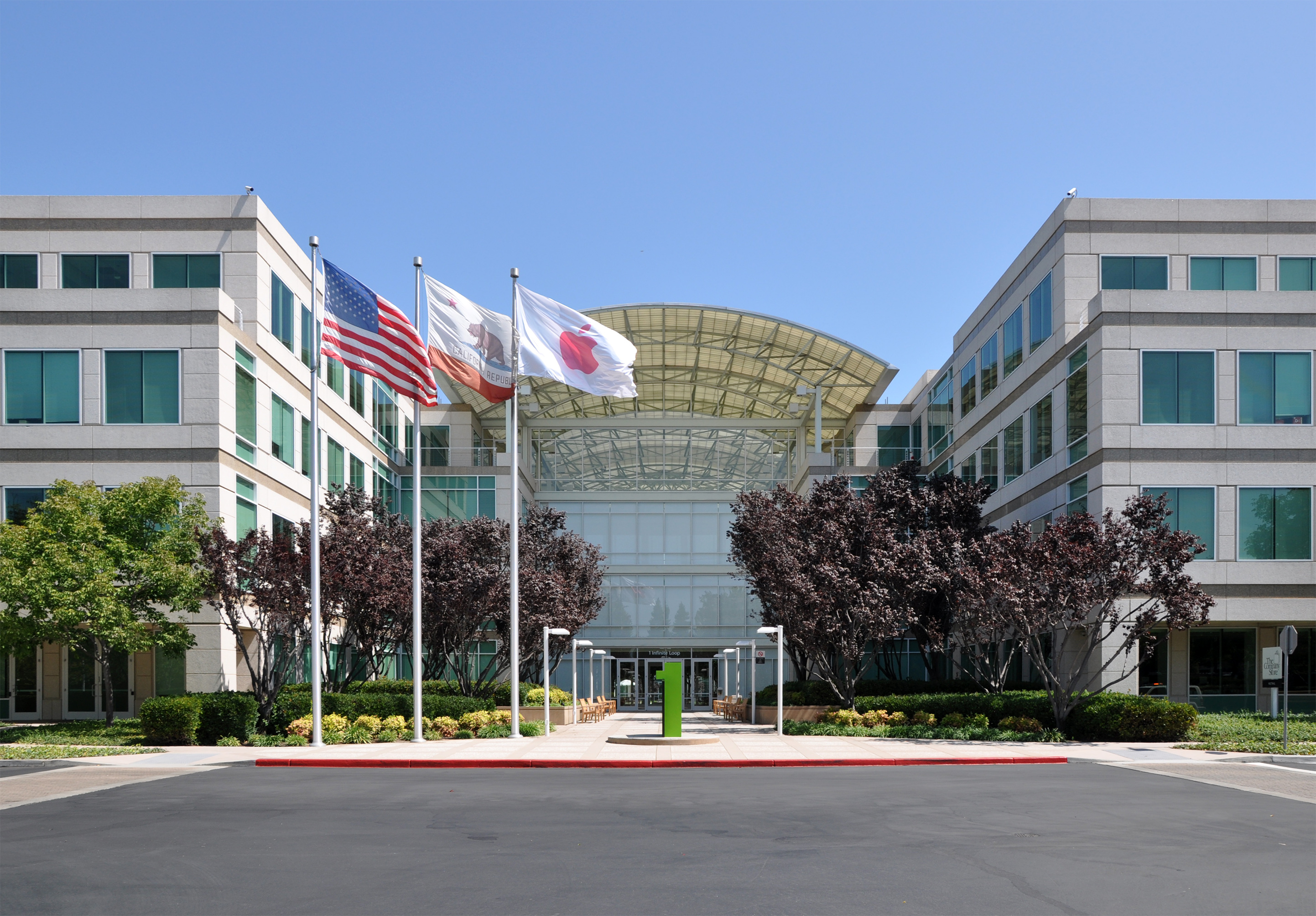
آبل كامبوس أو حرم أبل (ون إنفنيتي لوب)

تعمل أبل أيضًا من أبل كامبوس (المعروف أيضًا بعنوانها، ون إنفينتي لوب)، وهي مجموعة من ستة مبانٍ في كوبرتينو تبلغ مساحتها الإجمالية 850,000 قدم مربع (79,000 م2) تقع على بعد حوالي 1 ميل (1.6 كـم) غرب أبل بارك. كان أبل كامبوس هو المقر الرئيسي للشركة منذ افتتاحه في عام 1993، حتى افتتاح أبل بارك في عام 2017. تقع المباني في 1–6 إنفينتي لوب، وهي مرتبة بشكل دائري حول مساحة خضراء مركزية، في تصميم تم مقارنته مع تصميم الجامعة.

### متاجر

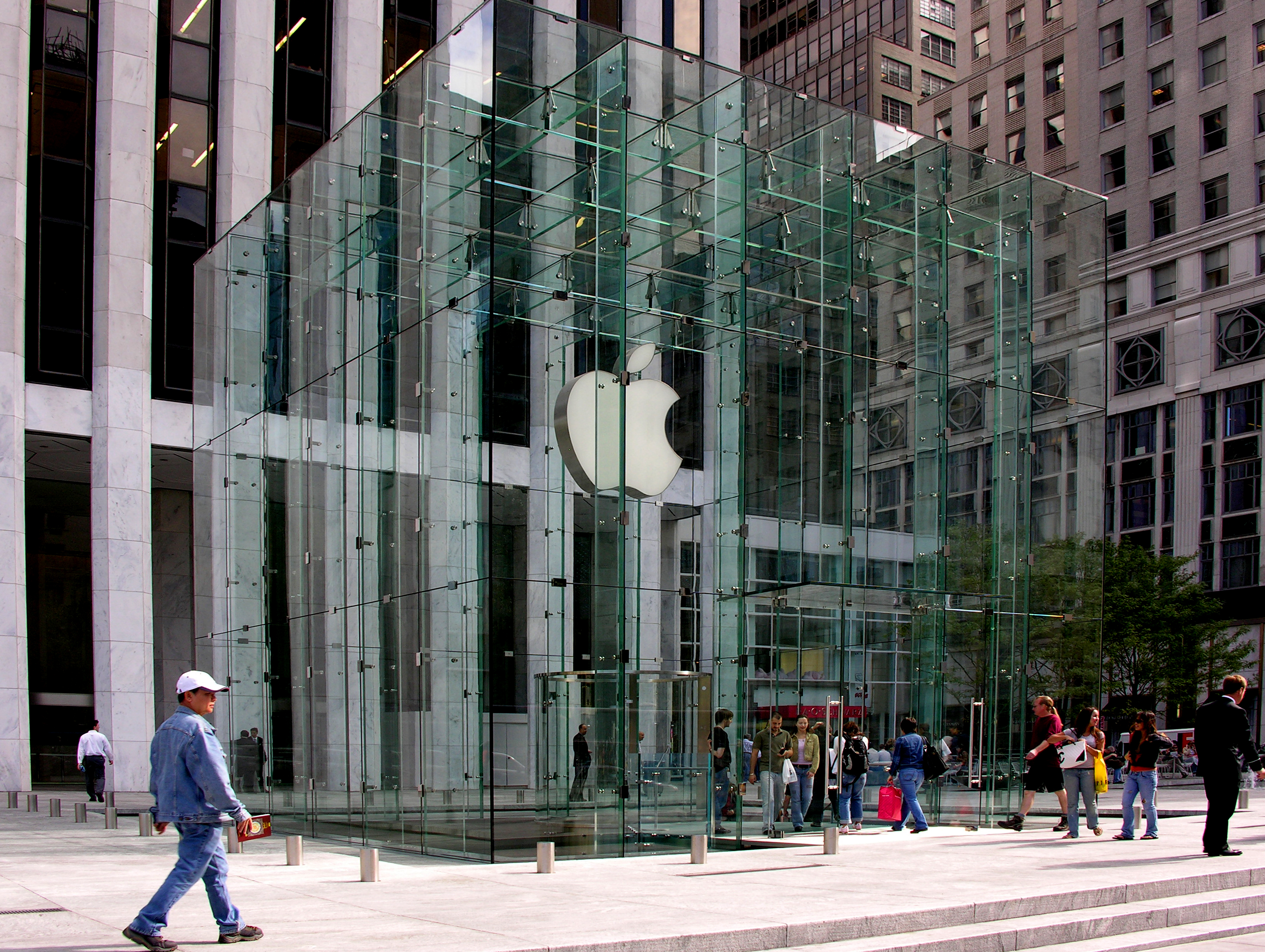
آبل فيفث أفينيو، المتجر الرئيسي في مدينة نيويورك

تم افتتاح أول متاجر أبل في الأصل كموقعين في مايو 2001 من قبل الرئيس التنفيذي آنذاك ستيف جوبز، بعد سنوات من المحاولات والفشل لمفاهيم المتجر داخل المتجر. نظرًا للحاجة إلى تحسين عرض منتجات الشركة للبيع بالتجزئة، بدأ جهدًا في عام 1997 لتجديد برنامج البيع بالتجزئة للحصول على علاقة أفضل مع المستهلكين، وعين رون جونسون في عام 2000. أعاد جوبز إطلاق متجر أبل على الإنترنت في عام 1997، وافتتح أول متجرين فعليين في عام 2001. تكهنت وسائل الإعلام في البداية بأن أبل ستفشل، لكن متاجرها كانت ناجحة للغاية، متجاوزة أرقام مبيعات المتاجر المجاورة المنافسة وفي غضون ثلاث سنوات وصلت إلى 1 مليار دولار أمريكي في المبيعات السنوية، لتصبح بذلك أسرع بائع تجزئة في التاريخ يفعل ذلك. على مر السنين، قامت أبل بتوسيع عدد مواقع البيع بالتجزئة وتغطيتها الجغرافية، مع 499 متجرًا في 22 دولة حول العالم اعتبارًا من ديسمبر 2017. جعلت مبيعات المنتجات القوية أبل من بين أفضل متاجر البيع بالتجزئة، حيث تجاوزت المبيعات 16 مليار دولار على مستوى العالم في عام 2011.

## ثقافة الشركة

### الشركة
كانت شركة أبل واحدةً من عدة شركات نجحت جدا بعدما تأسست في السبعينات في الحفاظ على القيم التقليدية لما يجب أن يكون عليه حال ثقافة أي شركة، فيما يتعلق بتسلسل الهرم التنظيمي (مسطح مقابل طويل، زي غير رسمي مقابل زي رسمي، الخ).هناك شركاتٌ أخرى نجحت في هذا من هذه الفترة كشركة خطوط ساوث ويست الجوية وشركة مايكروسوفت. كانت شركة أبل تقف ضد منافسيها الصارمين مثل «آي.بي.إم.» بطريقة شبه تلقائية، ويرجع هذا إلى سلوك مؤسسي الشركة. فكثيرا ما كان يمشي ستيف جوبز حافيا في المكتب، حتى عندما وصلت أبل إلى قائمة مجلة «فورشين» لأثرى 500 شركة. وبحلول إعلان "1984" التلفزيوني، أصبحت هذه السمة الوسيلة رئيسية للشركة لمحاولة مباينة نفسها عن منافسيها.
بينما نمت الشركة وتمت إدارتها من عددٍ من المديرين التنفيذيين، ولدى كل منهم فكرةٌ عن ما يريد أن تكون أبل، فقد فُقِدَ بعضٌ من شخصية أبل الأصلية. ولكن الشركة ما زالت تعزز الفردية والتميز، والتي لا شك تُقَرب الموهوبين إلى وظائفها، وبالذات بعد عودة ستيف جوبز.و للتعرف على أفضل موظفيها، صنعت أبل برنامج زمالة. تُعطى زمالةُ شركة أبـِّـل لأولئك الذين قدموا مساهماتٍ فنية أو غير عادية في القيادة لعالم الحوسبة الشخصية، أثناء تواجدهم في الشركة. تم منح الزمالة إلى الآن لعددٍ قليل من الأفراد، بمن في ذلك بيل أتكنسون،  ستيف كابس،  رود هولت ، آلان كاي،  جاي كاواساكي،  آل ألكورن،  دون نورمان،  ريتش بيدج، وستيف وزنياك.

### المستخدمين
طبقا لاستطلاعات أجرتها مؤسسة جي دي باور، فإن شركة أبل لديها أعلى علامةٍ تجارية وولاء إعادة شراء من أيٍ من الشركات المصنعة للحاسوب. ورغم أن هذا الولاء للماركة يعتبر غير عادي بالنسبة لأي منتج، فإنه لم يبد أن أبل بذلت مجهودا لإنشائه. ففي لحظة من الزمن، عمل مبشرو أبل بنشاط من أجل الشركة، ولكن هذا كان بعد ترسخ هذه الظاهرة.قال المبشر لشركة أبـِّـلجاي كاواساكي أن هذا التعصب لماركة أبل «هو أمر عثرنا فيه». ولكن شركة أبـِّـل أيدت استمرار وجود شبكة من مجموعات مستخدمي ماكفي معظم المراكز الرئيسية والثانوية للسكان، حيث تتوفر أجهزة حاسوب ماك.
يجتمع المستخدمون لمعرض أبل الأوروبي، ولمؤتمر ومعارض عالم ماك في سان فرانسيسكو، حيث تطرح أبل الكثير من منتجاتها الجديدة كل عام إلى الصناعة والعامة. كما يجتمع مطوروا ماك كل عام في مؤتمر مطوري ماك العالمي.
افتتاحات متاجر أبل تجتذب حشود الآلاف، وينتظر بعضهم حتى يوم كامل قبل الافتتاح، أو حتى يأتون طيرانا من بلدان أخرى. فكان أمام متجر الجادة الخامسة في نيويورك صفا من المستخدمين وصل إلى نصف ميل، واستغل بعضهم المناسبة لطلب الزواج. أما افتتاح جينزا في طوكيو فقد وصله الآلاف مع خطٍ يتجاوز ثمانية مبان في المدينة.
قال جون سكالي لصحيفة الجارديان البريطانية في عام 1997: «الناس يتحدثون عن التكنولوجيا، ولكن شركة أبل شركة تسويق. كانت شركة تسويق هذا العقد.» 
تشير أبحاث السوق أن شركة أبل تلفت قاعدة عملاء من غير العاديين، مثل الفنيين والإبداعيين، والمتعلمين جيدا من السكان، وهو ما قد يفسر رؤية الشباب لمنصة أبل، وولوج أبل في الثقافات الفرعية الطلائعية.

## شؤون الشركة
لدى شركة آبـِّـل تاريخا من التكامل الرأسي في منتجاتها، حيث صنعت الشركة المعدات التي تقوم بتثبيت البرامج الخاصة بها عليها. [بحاجة لمصدر]
فخلال التاريخ المبكر للماك، رفضت أبل عموما اعتماد المعايير السائدة لصناعة المعدات، وبدلا من ذلك صنعت المعدات الخاصة ببرامجها. انعكس هذا الاتجاه إلى حد كبير في أواخر التسعينات، مع بداية اعتماد أبل لموصل "PCI" (موصل الأجزاء الطرفية)7500/8500/9500 لأجهزة باورماك. اعتمدت شركة أبـِّـل منذ ذلك الحين على «اليو. إس. بي.»، و«الإيه. جي. بي.» و«الهايبر ترانسبورت» والواي. فاي. ومعايير أخرى للصناعة في أجهزة الحاسوب، وكانت لشركة في بعض الحالات رائدةً في اعتماد المعايير مثل الناقل التسلسلي العام «يو. إس. بي.»  فاير واير هو معيارٌ أنشأته أبل، واعتُمِدَ في الصناعة على نطاق واسع بعد أن تم قياسه وتوحيده كما في IEEE 1394.
منذ أن فُتح أول متجرٍ لأبل، والشركة تعمل في بيع ملحقات الأطراف الثالثة. يسمح هذا للشركات مثل نيكون وكانون ببيع ما لديها من كاميراتٍ رقمية وكاميرات فيديو متوافقةٍ مع ماكنتوش داخل متاجر أبل. أدوبي، وهي من أقدم الشركات تعاملا مع أبل ببرمجياتها تبيع أيضا برامجها المتوافقة مع الماكنتوش، كما تفعل شركة مايكروسوفت ذلك أيضا، والتي تبيع مجموعة «مايكروسوفت أوفيس» لأجهزة الماكنتوش. لكن الكتب التي من شركة جون وايلي وأولاده، ومنها سلسلة «فور داميز» للكتب التعليمية فهي استثناء ملحوظ من هذه القاعدة. فكتب هذا الناشر ممنوعة من متاجر أبل منذ عام 2005 بسبب اختلاف ستيف مع سياستها التحريرية.

### كبار المدراء التنفيذيين
- 1977–1981: مايكل «سكوتي» سكوت
- 1981–1983: «مايك» ماركولا
- 1983–1993: جون سكالي
- 1993–1996: مايكل سبيندلر
- 1996–1997: جيل أميليو
- 1997–2011: ستيف جوبز (الرئيس التنفيذي الانتقالي 1997–2000)
- 2011–حتى الآن: تيم كوك

### الإدارة
- ويليام كامبيل، رئيس مجلس إدارة شركة انتويت المحدودة
- ميلارد دريكسلر، رئيس مجلس الإدارة والرئيس التنفيذي لطاقم جاي
- آل جور، نائب رئيس الولايات المتحدة الأسبق[230]
- ستيف جوبز، الشريك المؤسس لشركة أبل، وهو أيضا مدير في شركة والت ديزني
- اندريا جانج، رئيس مجلس الإدارة والرئيس التنفيذي لشركة منتجات آفون
- آرثر دي ليفنسون، رئيس مجلس الإدارة والرئيس التنفيذي لشركة جينينتيك
- جيري يورك، رئيس مجلس الإدارة، الرئيس والمدير التنفيذي لشركة هاروينتون كابيتال

### التنفيذيون
- تيموثي كوك، الرئيس التنفيذي
- بيتر أوبنهايمر، المدير المالي التنفيذي
- جورج فيليب شيلر، نائب الرئيس الأول لتسويق المنتجات عالميا
- مارك بايبر ماستر، نائب الرئيس الأول لهندسة الآلات الحاسوبية
- جوناثان إيف، نائب الرئيس الأول للتصميم الصناعي
- برتراند سيرليت، نائب الرئيس لهندسة البرمجيات
- رون جونسون، نائب الرئيس الأول للبيع بالتجزئة
- سينا تمدون، نائب الرئيس الأول للتطبيقات
- سكوت فورستال، نائب الرئيس الأول لبرامج الآيفون
- بوب مانسفيلد، نائب الرئيس الأول لأجهزة الماك
- دانيال كوبرمان، المستشار العام والأمين العام

### الموظفون
منذ تشكيل شركة أبل في عام 1977، قامت الشركة بتوظيف أكثر من 75 ألف شخص في أنحاء العالم. غالبية عاملي أبل هم في الولايات المتحدة، لكن لشركة أبل قدرا هائلا من فرق التصنيع والمبيعات والتسويق والمنظمات الداعمة في جميع أنحاء العالم، مع بعض العمليات الهندسية في باريس وطوكيو.
يشمل موظفوا شركة أبل العاملين في الشركات التي امتلكتها شركة أبل وكذلك فروعها مثل شركة فايل ميكار وشركة براي بيرن كابيتال.

## السجل البيئي
واجهت منظمة السلام الاخضر، وهي منظمة بيئية شركة أبل حول مختلف القضايا البيئية، بما في ذلك الترويج لخطة نهاية العمر والاسترجاع العالمية، واستخدامها لمكونات أجهزةٍ غير قابلةٍ لإعادة التدوير، ووجود السموم داخل جهاز الآي فون. وشنت المنظمة حملةً ضد أبل منذ عام 2003، فيما يتعلق بسياساتها الكيميائية، ولا سيما إدراج البولي فينيل كلورايد ومادة بي. إف. آر. في منتجاتها، وكلاهما له خطورة التأثيرات الصحية السلبية. في 2 مايو، 2007، أصدر ستيف جوبز بيانا يعلن فيه عن خطط القضاء نهائيا على البوليفينيل كلورايد ومثبطات اللهب المبرومة بحلول نهاية عام 2008.
جرينبيس تدير «دليل لإليكترونياتٍ أكثر خضارا»، والتي تقيم فيها الشركات على أساس التخلص من النفايات الكيميائية والحد من الممارسات الملوثة. في الطبعة الأولى، التي صدرت في آب / أغسطس 2006، سجلت أبل 2.7/10. في الطبعات اللاحقةـ تحسن سجل أبل تحسنا مستمرا. وصلت شركة أبـِّـل إلى 4.1/10، مما يضعها في المئينة الخامسة وأربعين من بين 17 شركة إلكترونية أخرى، والمئينة العاشرة في التصنيف العالمي.
في معرض عالم ماك 2007، عرضت جرين بيس نقدا لشركة أبل. فقد قال ريك هند، المدير التشريعي لحملة المواد السامة في جرينبيس أن«(الشركة) تزيد اخضرارا، ولكن ليست خضراء بما فيه الكفاية.» وعلق هند كذلك «إن سمية ماكبوك آير أصبحت أقل، ولكنها يمكن أن تكون صفرا، والذي من شأنه أن يجعل أبل زعيمةً إيكولوجية.» 
في أيار / مايو 2008، كلايمايت كاونتز، وهي منظمة غير ربحية مكرسة لتوجيه المستهلكين نحو الشركات الخضراء، أعطت أبل 11 نقطة من أصل 100 ممكنة، مما وضع الشركة في المرتبة الأخيرة بين شركات الإلكترونيات. رمزت المنظمة لشركة أبل بأيكونة «التصاق»، وأضافت الجماعة المدافعة عن البيئة أن أبل كانت «خيارا يُتَجنب للمستهلك الواعي بالمناخ.»  كان رد ستيف جوبز «اخرجوا من عالم الحاسوب (و) اذهبوا لإنقاذ بعض الحيتان.» 
تصنف وكالة حماية البيئة شركة أبل من بين أعلى الشركات المنتجة لأجهزة الحاسوب المحمولة، والجيدة إلى حد ما بالمقارنة مع منتجي أجهزة الحاسوب المكتبية وشاشات الكريستال السائل.
حدثت أبل الماك بوك بروفي يونيو 2007، فغيرت شاشات الكريستال السائل العاملة على مصباح الفلورسنت الكاثودي البارد بشاشاتٍ كريستال سائل ذات إضاءة خلفية خالية من الزئبق وزجاجا خاليا من الزرنيخ، وأقدمت على هذا فيما يتعلق بجميع الحواسيب الدفترية. ومع ذلك، لا تزال تستخدم حواسيب الآي ماك شاشات الكريستال السائل العاملة على مصباح الفلورسنت الكاثودي البارد.كما تخلصت شركة أبـِّـل أيضا من مثبطات اللهب المبرومة والبوليفينيل كلورايد من المكونات الداخلية المختلفة. تقدم شركة أبـِّـل معلومات مفصلة حول الانبعاثات والمواد والاستخدام الكهربائي لكل منتج. بدأت شركة أبـِّـل أيضا الإعلان عن أجهزة الحاسوب المحمولة الصديقة للبيئة الجديدة في البرامج التلفزيونية والإعلانات في المجلات بالإضافة إلى ذكر هذه الحقائق على موقعها على الإنترنت.[بحاجة لمصدر]

## الانتقاد
تعرضت شركة أبـِّـل لانتقادات من كلٍ من المستخدمين والمطورين حول إيقافها تطبيق «صوت جوجل» من متجر الآي فون على الإنترنت،  والضغط على الصحفيين في الكشف عن مصادر معلوماتهم حول منتجات أبل في المستقبل،  والتقييدية والوقت الطويل في الموافقة أو عدم الموافقة على برمجيات من أطرافٍ ثالثة لآي فون، وتعطيل تزمين الآي تونز مع الأجهزة الخارجية مثل بالم بري، وحصرية الآي فون في الولايات المتحدة مع شركات التليفونات ايه تي آند تي، جنبا إلى جنب مع أسئلة ومخاوف تتعلق برفض التطبيقات الأخرى، وعملية الموافقة على أي تطبيقاتٍ جديدة لمتجر الآي فون عموما. حاول جورج فيليب شيلر، نائب الرئيس الأول لشركة أبل لتسويق المنتجات عالميا معالجة العديد من الشواغل المتعلقة بمتجر التطبيقات «آب ستور» عن طريق إرسال رسائل إلى كلٍ من المطورين المذكورين.

## وصلات خارجية
- الموقع الرسمي
- أبل على موقع ميوزك برينز (الإنجليزية)